# Five-Over-One

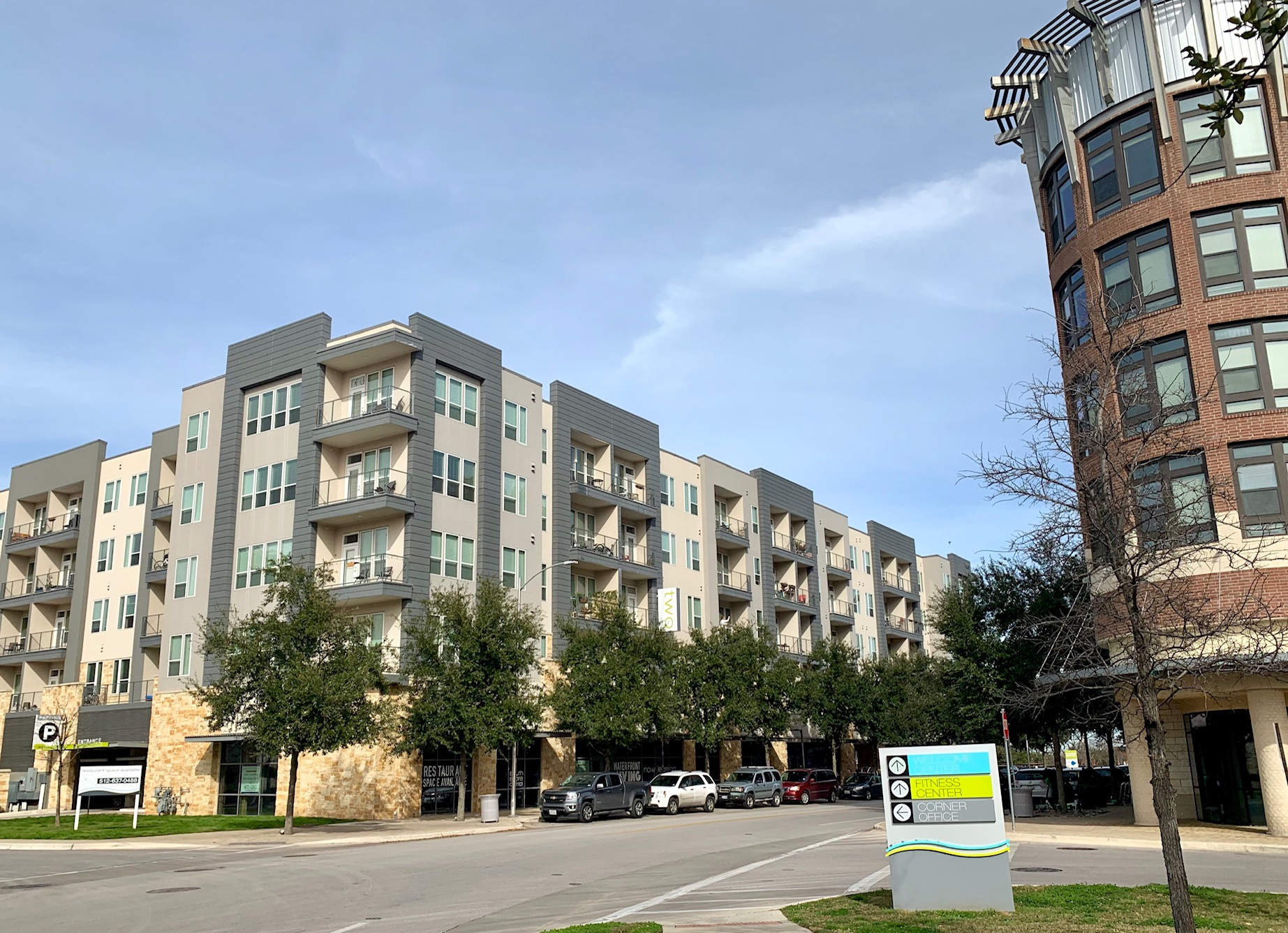
5-over-1 em Austin, Texas

Five-Over-One (lit. "cinco-sobre-um") é um tipo de edifício residencial de mútliplas unidades comumente encontrado em áreas urbanas da América do Norte.
Também são referidos por variações em inglês como: 5-over-1, over-1s, one-plus-five, 5+1, podium building, pedestal building ou plataform building.
Apesar do termo, ele não se refere ao número de andares acima de um andar térreo, e sim ao tipo de material de construção inflamável permitido (Tipo III ou Tipo V), sobre uma base resistente ao fogo (de Tipo I) para um andar para "5-sobre-1" ou dois andares para "5-sobre-2", conforme a Seção 510.2 do Código Internacional de Construção (IBC).

## Características
O estilo de edifícios teve origem no trabalho do arquiteto Tim Smith em Los Angeles, que aproveitou uma alteração no código de construção que permitia o uso de madeira tratada com retardante de fogo (FRTW) para construir edifícios de até cinco andares. A partir disso, ele percebeu que o que se tornou o modelo "Five-over-One" reduziria substancialmente os custos de construção, tornando financeiramente viável um projeto de 100 unidades de moradias populares.
O primeiro exemplo registrado de construção 5-over-1 é um prédio de apartamentos para moradias populares em Los Angeles construído em 1996.
O estilo se consolidou em Nova York e em outras cidades do nordeste estado-unidense após as revisões da edição de 2000 do IBC, e tornou-se a preferência das incorporadoras na década de 2010, após uma revisão de 2009 do IBC devido aos custos de construção relativamente mais baixos em comparação com aço e concreto. Os edifícios 5 sobre 1 geralmente apresentam corredores internos de acesso seguro com unidades residenciais em ambos os lados, o que favorece o formato de edifício em U, E, C ou em ângulo reto. Os exteriores dos edifícios 5-over-1 geralmente contêm janelas planas, fachada ventilada e painéis de fibra de cimento. Os edifícios normalmente são construídos em altura média (mid-rise) com quatro ou cinco andares de estrutura de madeira leve (wood-frame) dedicando sua base de concreto, geralmente para o comércio de varejo ou espaço de comodidade para os residentes.
Às vezes, esses edifícios também são chamados de Wrap ou Texas Doughnut, que descreve um edifício multifamiliar que é envolvido por uma garagem de estacionamento no centro, similarmente a um doughnut.
Esse estilo é comum em cidades estado-unidenses com maior obrigatoriedade de estacionamento em seu Código de Obras.

## Críticas
O estilo de edifícios 5-over-1 é frequentemente criticado por seu alto risco de incêndio quando em construção, bem como sua mediocridade arquitetônica. Algumas cidades e jurisdições consideraram regulamentações adicionais para estruturas de madeira de vários andares. Depois que um complexo de apartamentos em construção foi incendiado no centro de Waltham, Massachusetts em 2017, o conselho da cidade votou por 14 a 0 para solicitar que o estado reavaliasse o código de construção para edifícios de 5 andares. O bairro de Edgewater, New Jersey, apresentou uma resolução pedindo que o estado de New Jersey promulgue normas de segurança contra incêndio mais rígidas para edifícios com estrutura de madeira após um grande incêndio ocorrido nos apartamentos Avalon at Edgewater com estrutura de madeira em 2015.
O estilo 5-over-1 de prédios de apartamentos também está associado à gentrificação, devido à popularidade do estilo de construção em bairros afetados pelo deslocamento induzido pelo desenvolvimento. No entanto, foi demonstrado que as novas moradias a preços de mercado (que podem incluir edifícios no estilo 5-over-1) diminuem o mercado de moradias de qualidade inferior, tornando-as uma possível ferramenta antideslocamento.